# Alexeyisaurus
Alexeyisaurus es un género extinto de posible plesiosaurio conocido del Triásico superior (edad Noriense media-baja) de la Formación Wilckzek, Tierra de Wilczek, Tierra de Francisco José, Rusia. Fue nombrado por primera vez por A.G. Sennikov y M.S. Arkhangelsky en 2010 y la especie tipo es Alexeyisaurus karnoushenkoi. Si bien se consideró un elasmosáurido en la publicación inicial, se ha descrito como un "esqueleto de sauropterigio parcial, mal conservado y sin diagnóstico" en publicaciones posteriores.